# Kastell Gilău

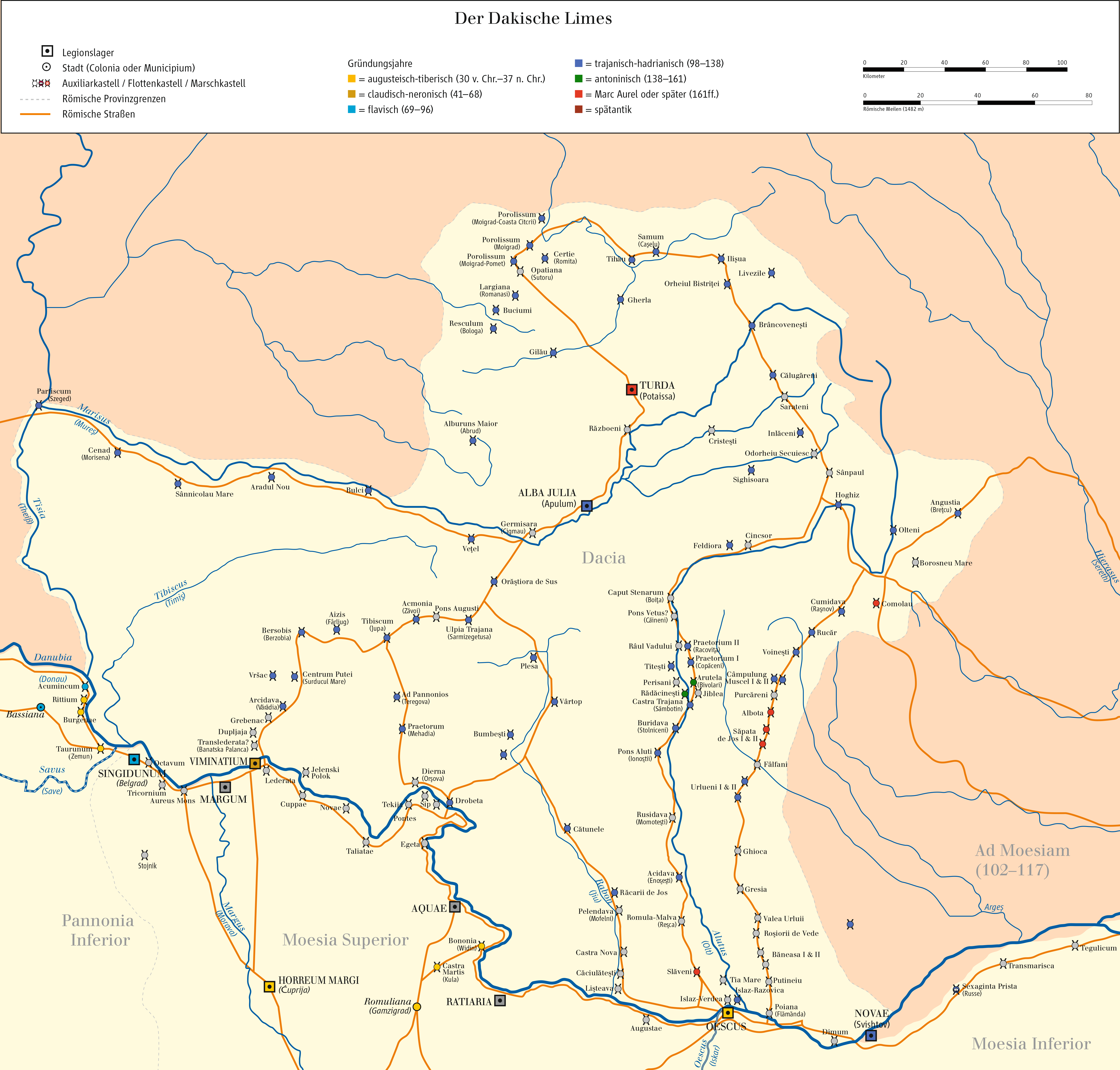
Verlauf der Dakischen Limites

Kastell Gilău war ein römisches Hilfstruppenlager auf dem Gemeindegebiet von Gilău, Kreis Cluj in Siebenbürgen, Rumänien. Gemeinsam mit insgesamt 277 Stätten des Dakischen Limes wurde das Kastell Gilău 2024 zum UNESCO-Weltkulturerbe erhoben.

## Lage
Im heutigen Siedlungsbild befindet sich das Bodendenkmal im nicht überbauten Park des Schlosses Gilău, einem aus der Zeit um 1300 stammenden und 1428 erstmals erwähnten Adelssitz am westlichen Rande des Städtchens Gilău in der Flur „Cetate“ oder „Var“. Es ist dort gut im Gelände zu sehen, die östliche Begrenzung wurde jedoch durch den Bau des Schlosses teilweise beeinträchtigt. Topographisch liegt es auf einem Höhenrücken nahe und oberhalb des Mündungsbereiches des Baches Căpuc in den Fluss Someș. In antiker Zeit hatte die Kastellbesatzung vermutlich die Aufgabe, den Verkehr auf der von Napoca nach Westen bis Resculum führenden Straße zu überwachen. Verwaltungstechnisch befand sich das Kastell in der Provinz Dacia Porolissensis.

## Archäologische Befunde
Als Fundort archäologischer Relikte ist der Kastellplatz mindestens seit dem 19. Jahrhundert bekannt, wissenschaftliche archäologische Ausgrabungen fanden ab der zweiten Hälfte des 20. Jahrhunderts statt, insbesondere 1951 und 1958 unter Mihail Macrea und M. Rusu, sowie von 1979 bis 1985 unter Dan Isac, Alexandru Diaconescu und Coriolan Horatiu Opreanu. Dabei konnten an der Umwehrung des Kastells drei, in den Principia und den Mannschaftsbaracken vier Bauphasen differenziert werden. Alle Lager waren mit ihrer Praetorialfront (Vorderfront) nach Osten hin ausgerichtet.

### Kleines Holz-Erde Lager
Das kleine Holz-Erde-Lager wurde schon zur Zeit Trajans errichtet und hatte einen Grundriss von 130 m mal 116 m, womit es eine Grundfläche von rund 1,51 Hektar bedeckte.
In seinem Inneren konnten die hölzernen Principia nachgewiesen, ein Bauwerk mit rechteckigem Grundriss, das 27,75 m lang (Ost-West-Achse) und 23,25 m breit (Nord-Süd-Achse) war, womit es eine Fläche von 645 m² in Anspruch nahm, was etwa 4,3 % der Gesamtfläche des Kastells entsprach. Bei diesen frühen Principia handelt es sich um eine recht einfache architektonische Konstruktion, bei der ein großer Innenhof (24,3 m mal 23,25 m = rund 565 m²), der möglicherweise von Portiken flankiert war, aber gesichert nur von einer einzigen, rückwärtigen Raumflucht mit insgesamt fünf Räumen, deren mittlerer und größter das Fahnenheiligtum (aedes oder Sacellum) war, begrenzt wurde.
Das Praetorium (Wohnhaus des Kommandanten) der ersten Bauphase befand sich elf Meter östlich der Principia und maß 27 m mal 26 m, was einer bebauten Fläche von 702 Quadratmetern (= 4,68 % der gesamten Kastellfläche) entspricht. Das Gebäude ist eine Villa vom Atriumtyp bei der jedoch nur die den Innenhof begrenzenden Räume auf der nördlichen Seite (mit einer Tiefe von 4,60 m) zweifelsfrei identifiziert werden konnten.
Es wurden insgesamt vier Mannschaftsbaracken, alle im Latus sinistra (linke Hälfte) der Praetentura (vorderer Lagerteil) gelegen, festgestellt. Dabei handelte es sich um zwei Einzelbaracken und eine Doppelbaracke. Die Einzelbaracken und eine der Doppelbaracken waren mit vorgesetzten Veranden versehen. Die Größe der Baracken ließ sich auf neun mal 40 Meter, also 360 Quadratmeter interpolieren, die sich auf jeweils zehn Contubernia (Mannschaftsstuben) und einen Kopfbau für den Centurionen verteilten. In einer der Räumlichkeiten wurden insgesamt rund 25 Pistille für Mortaria gefunden, was zu der Vermutung Anlass gab, dort habe möglicherweise eine zentrale Küche gelegen. Dies wäre insofern ungewöhnlich, als im römischen Heer für gewöhnlich die Mahlzeiten in den einzelnen Stubengemeinschaften zubereitet wurden.
Die bauausführende Truppe und erste Stammeinheit des Lagers ist nicht gesichert, die in der Literatur zuweilen in Anspruch genommene Cohors I Pannoniorum, deren Präsenz sich auf einen einzelnen, im Praetorium gefundenen Ziegelstempel stützt, bleibt umstritten. Aufgrund seiner geringen Größe dürfte das Kastell aber am ehesten einer einfachen Kohorte (Infanterietruppe von 480 Mann Stärke) als Garnisonsort gedient haben.

### Großes Holz-Erde-Lager
Nach einigen Jahren wurde das Kastell erweitert. Dieser Ausbau wird in der Literatur unterschiedlich datiert, teilweise auf 114, teilweise auf 117/118 und teilweise allgemein in die frühe Regierungszeit des Kaisers Hadrian (regierte 117–138). Dabei wurde das Kastell beträchtlich nach Westen verlängert und ein wenig nach Süden verbreitert, um den notwendigen Platz für einen neuen Einheitstyp, eine Ala, eine Kavallerietruppe mit einer Stärke von 480 Mann zu verschaffen, die – obwohl von gleicher Mannschaftsstärke wie ihre Vorgänger – zur Unterbringung ihrer Pferde naturgemäß entsprechend mehr Fläche benötigte. Das neue Lager maß nunmehr 221 m mal 127,5 m und nahm somit eine Fläche von 3,04 Hektar in Anspruch. Es war mit einer 10,6 m breiten und 1,5 m bis 2,0 m hohen Holz-Erde-Mauer bewehrt, vor der sich als Annäherungshindernis ein einfacher, fünf Meter breiter und 2,80 m tiefer Graben befand. Die Innenstruktur folgte den Anlagen des kleinen Holz-Erde-Kastells, insbesondere bezüglich der Achse der Via praetoria (Lagerhauptstraße) und der Via decumana (rückwärtige Lagerstraße), nach der sich auch die Anlage der entsprechenden Tore richtete, so dass das neue Lager keinen symmetrischen Grundriss mehr hatte, sondern die Achse der beiden genannten Straßen nach Norden, in die linke Lagerhälfte verschoben war. Die Verschiebung erfolgte zudem uneinheitlich, so dass Via Praetoria und Via decumana keine einheitliche Achse mehr bildeten, sondern gegeneinander geringfügig in der Art verschoben waren, dass die Via decumana zentraler verlief als die Via praetoria.
Die Principia verblieben an demselben Platz wie im voran gegangenen Lager, wurden jedoch baulich geringfügig geändert. Bedingt durch die oben beschriebenen Veränderungen der Lagerstraßen lag die Mittelachse der Principia in der Flucht der Via praetoria, die Via decumana war jedoch geringfügig nach Süden verschoben. Das Gebäude selbst wurde auf 33,20 m mal 24,50 m vergrößert, so dass es nunmehr eine Fläche von 789 m² einnahm, wovon 696 m² auf den Innenhof entfielen. Auch in dieser Bauphase finden sich keine Hinweise auf eine Basilika. Das Praetorium behielt seinen Platz neben den Principia.
Im Gegensatz zur ersten Bauphase, in denen nur in der Praetentura Mannschaftsbaracken angetroffen worden waren, konnten in der zweiten Bauphase solche auch in der Retentura des Latus sinistrum nachgewiesen werden. Sie besaßen nun Abmessungen von 56,50 m mal 7,50 m und verfügten über keine Veranda. Eine Besonderheit war, dass die Wohnungen der Centurionen nicht einen Kopfbau bildeten, sondern dass sie sich als größere Räumlichkeit in der Reihe der Contubernien befanden und hinter ihnen eine weitere Räumlichkeit in der Größe eines Contuberniums die Baracke abschloss. Diese Räumlichkeit wurde von Isac (1997) als Wohnung des Stallmeisters interpretiert. Die Baracken der ersten Bauphase in der Praetentura des Latus sinistrum wurden durch ein größeres, von Nord nach Süd ausgerichtetes Gebäude bislang unbestimmter Funktion ersetzt.

### Steinkastell

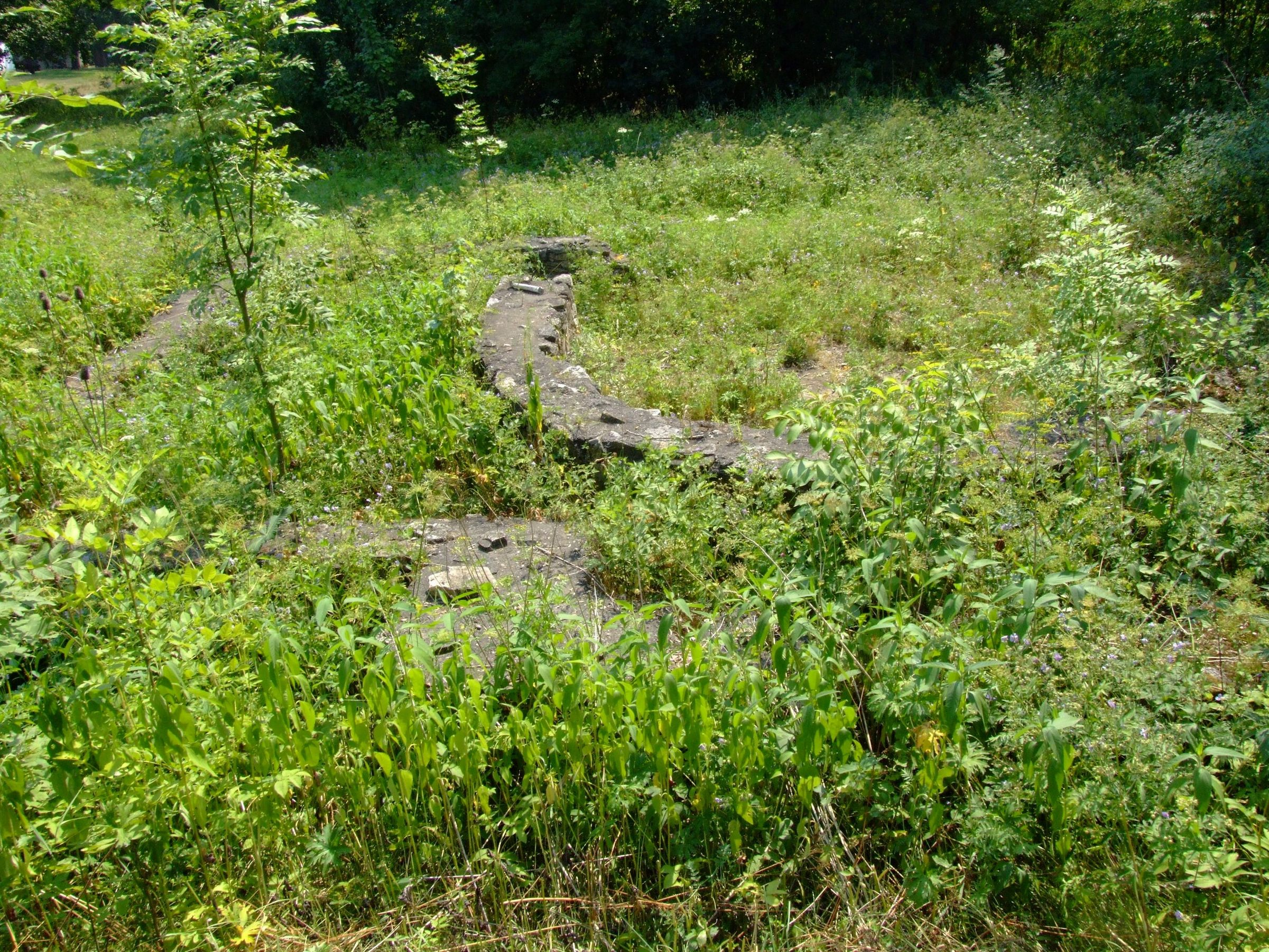
Spuren der Fundamente des Kastells Gilău im Schlosspark

Der Ausbau zu einem Steinkastell erfolgte zu einem nicht näher bestimmbaren Zeitpunkt in Antoninischer Zeit (161–192). Vermutlich geschah die durch die Ala Siliana [civium Romanorum] [bis torquata] [bis armillata] (deutsch Ala des Silius [der römischen Bürger] [zweimal mit Torques ausgezeichnet] [zweimal mit Armilla ausgezeichnet]), die spätestens ab diesem Zeitpunkt auch die Stammeinheit des Lagers war. Dabei orientierte sich der Neubau an den Grundrissen des großen Holz-Erde-Lagers, so dass sich die Gesamtfläche nur geringfügig verringerte. Das Steinkastell war 213 m lang und 138 m breit, wodurch sich eine Gesamtfläche von 2,94 Hektar ergab. Der Holz-Erde-Wall wurde durch eine 1,40 m mächtige Mauer in der Technik des Opus incertum ersetzt, vor der als Annäherungshindernis ein 6,50 m breite und drei Meter tiefer Graben verlief. Die abgerundeten Kastellecken wurden mit Ecktürmen von trapezförmigem Grundriss (4,00 m, 5,40 m, 5,20 m, 5,00 m) versehen. Zusätzlich gab es auf den Längsseiten Zwischentürme mit einem rechteckigen Grundriss (4,50 m mal 5,50 m). Von den insgesamt vier Kastelltoren wurden die Porta decumana (rückwärtiges Lagertor) und die Porta principalis sinistra (linkes Seitentor) identifiziert. Die Porta principalis sinistra besaß eine doppelte Durchfahrt von insgesamt acht Metern Breite, die Porta decumana nur eine einfache, 3,70 m breite Durchfahrt. Beide Tore waren von leicht nach außen vorspringenden Tortürmen mit rechteckigem Grundriss flankiert. Die Maße der Tortürme der Porta decumana betrugen 8,00 m mal 4,50 m  und 7,60 m mal 4,70 m, die der Porta principalis sinistra 7,75 m mal 5,50 m und 8,00 m mal 5,25 m.
In der Retentura (rückwärtiger Lagerteil) wurden Ställe nachgewiesen, sowie mindestens eine Mannschaftsbaracke, die nunmehr auch in Steinbauweise ausgeführt war. In der zweiten Hälfte des dritten Jahrhunderts gab es eine Reparaturphase, die insbesondere an den Principia (Principia IV) und den Mannschaftsbaracken deutlich wird. In ihrer letzten Bauphase haben die Principia einen Umfang von 38,10 m mal 28,50 m, was einer Grundfläche von 1.086 m² entspricht. Erstmals liegen in dieser Phase Befunde vor, die auf die Existenz einer Basilika weisen, in deren Nordwestecke ein Tribunal identifiziert werden konnte. Seitlich des Fahnenheiligtums befanden sich nur noch insgesamt zwei weitere Räume, statt der vier bisherigen. Die Funktion eines größeren Steingebäudes (so genanntes „Gebäude A“, circa 41 m mal 41 m = 1.681 m²) in der Praetentura konnte bislang nicht befriedigend geklärt werden. Aufgrund der gesicherten Bereiche seines Grundrisses entspricht es nicht einer Baracke (auch keiner Doppelbaracke) oder Stallung, möglicherweise könnte es einer gemeinsamen Unterbringung von Reitern und Pferden gedient haben. Seine Errichtung erfolgte in guter Qualität in der Technik des Opus incertum.

## Fundverbleib und Denkmalschutz
Die Aufbewahrung der Funde erfolgt im Muzeul Național de Istorie a Transilvaniei (Nationalmuseum der Geschichte Transsilvaniens), in Cluj-Napoca.
Die gesamte archäologische Stätte und im Speziellen das Kastell stehen nach dem 2001 verabschiedeten Gesetz Nr. 422/2001 als historische Denkmäler unter Schutz und sind mit dem LMI-Code CJ-I-s-A-07068 in der nationalen Liste der historischen Monumente (Lista Monumentelor Istorice) eingetragen. Zuständig ist das Ministerium für Kultur und nationales Erbe (Ministerul Culturii și Patrimoniului Național), insbesondere das Generaldirektorat für nationales Kulturerbe, die Abteilung für bildende Kunst sowie die Nationale Kommission für historische Denkmäler sowie weitere, dem Ministerium untergeordnete Institutionen. Ungenehmigte Ausgrabungen sowie die Ausfuhr von antiken Gegenständen sind in Rumänien verboten.